# Altea (kommunhuvudort)
Altea är en kommunhuvudort i Spanien.   Den ligger i provinsen Provincia de Alicante och regionen Valencia, i den östra delen av landet, 400 km sydost om huvudstaden Madrid. Altea ligger 56 meter över havet och antalet invånare är 23 780.
Terrängen runt Altea är kuperad åt nordväst, men söderut är den platt. Havet är nära Altea åt sydost.Runt Altea är det tätbefolkat, med 709 invånare per kvadratkilometer. Närmaste större samhälle är Benidorm, 9,6 km sydväst om Altea. Trakten runt Altea består till största delen av jordbruksmark.